# Pablo Aguirre
Pablo Aguirre (* 1961 in Buenos Aires) ist ein argentinischer Pianist und Komponist.

## Leben
Nach einer Klavierausbildung am Konservatorium von Buenos Aires studierte Aguirre am Centro de Altos Estudios en Ciencias Exactas (CAECE) Musikpädagogik, Klavier bei Guillermo Graetzer und Roberto Caamaño sowie Komposition und Orchestration bei Manolo Juárez und Lito Valle.
Als Pianist gab Aguirre bereits mehr als 400 Konzerte u. a. am Teatro Colón, am Teatro San Martín und Teatro Cervantes und arbeitete mit Musikern wie Manolo Juárez, Bernardo Maraj und Guillo Espel zusammen. Darüber hinaus wirkte er an CD-Aufnahmen von Angel Frette, Natalia González Figueroa, Lars Nilsson, María Estela Monti und anderen mit.
Mit dem von ihm gegründeten Trio La Posta nahm Aguirre sechs CDs teils mit eigenen Kompositionen auf. 1994 unternahm er mit der Formation eine Tournee durch Deutschland, Bulgarien, Slowenien, Italien und Österreich. Seit 2002 arbeitet er in einer Duoformation mit dem Flötisten Luis Rocco, der auch zum Trio La Posta gehörte. Das Duo widmet sich der kammermusikalischen Interpretation des Tango und präsentierte im Teatro Colón das Programm "Kammermusikalische Begegnungen mit Tango". Es trat beim Internationalen Tangofestival in Buenos Aires auf und gab unter dem Titel "Klassik trifft Tango" Konzerte in Berlin.
Mit dem Trio La Posta erhielt Aguirre 1993 den Trimar-Preis des argentinischen Musikrates und 1994 den Trimalca-Preis des Internationalen Musikrates. Die Nationale Stiftung der Künste zeichnete ihn 2008 mit dem Premio Estímulo a la Creación aus.
In seinen Kompositionen verbindet Aguirre klassische Musik mit argentinischer Folklore und dem Tango. Musikkritiker erkennen in seinen Werken ebenso Einflüsse Alberto Ginasteras, Heitor Villa-Lobos und Waldo de los Rios wie Astor Piazzollas.

## Werke
- Pequeña fantasía argentina für Klavier, 1995
- Sonata argentina „Pasión, esperanza y gloria“ für Querflöte und Klavier, 1995
- Sonata para arpa paraguaya y piano, 1997
- Estudio de cuartas para paraguaya sola für Südamerikanische Harfe, 1997
- Suite argentina para arpa paraguaya y flauta traverso, 1997
- Suite para arpa paraguaya sola, 1997
- Pieza argentina nr. 3 für Bläserensemble, 1997
- Suite Argentina für Querflöte und Streichorchester oder Klavier solo, 1998
- Encuentros für Flöte, Fagott und Klavier, 1998
- Estudio de Quintas für Kammerorchester, 1998
- Trío für drei Querflöten, 1999
- Brasil, Etüde für Altsaxophon oder Horn und Klavier, 2001
- Estudio argentino für Altsaxophon und Klavier, 2001
- Transparencias, Fantasie für Querflöte, Fagott und Klavier, 2001
- Luz azteca für Bratsche und Klavier, 2001
- Aguas verdes - Canción sin palabras für Streichquartett oder Klavier, 2002
- Estudio porteño für Marimba und Streichquartett, 2002
- Fantasía norteña für Bläserquintett, 2002
- Distancias Nocturno tanguero für Marimba und Violine, Querflöte und Streichorchester oder Horn und Klavier, 2002
- Nostalgia y pasión für Marimba solo, 2002
- 20 de diciembre de 2001 für Kammerorchester, 2002
- Sonata tanguera I: Buenos Aires en llamas für Querflöte oder Violine und Klavier, 2003
- Estudio para marimba sola, 2003
- Concierto por la Paz für Marimba und Sinfonieorchester, 2003
- Himno por la Memoria für Querflöte und Klavier, 2003
- Alma, Andenflöten, 2003
- Suite Tanguera para flauta sola, 2003
- 5 Variaciones für Marimba und Streichquartett, 2003
- Tres escenas argentinas für Streichquartett, 2003
- Buenos Aires Suite für Kontrabass solo, 2004
- Preludio para marimba sola, 2004
- Sonata tanguera II: Buenos Aires renacer, für Querflöte oder Horn und Klavier, 2004
- Estudio tanguero para saxo alto, 2004
- Nocturno porteño. Etüde für Klavier, 2004
- Pasión ensordecedora, Etüde für Querflöte und Streicher, Klavier solo oder Querflöte oder Saxophon und Klavier, 2004
- Suite Buenos Aires para flauta traversa y piano, 2004
- Suite del Plata für Querflöte und Streichquartett, 2004
- Tres estudios tangueros para cello, 2004-06
- Sonata tanguera III: Buenos Aires alquimia für Klavier, 2005
- Serenata porteña für Bläserquintett und Streichorchester, 2005
- Sonata tanguera IV: Buenos Aires solitaria für Querflöte solo, 2006
- Sonata tanguera V: Buenos Aires vulnerable für Kontrabass oder Cello und Klavier, 2006
- Inmensidad - Canción sin palabras für Violine oder Bratsche und Klavier, 2006
- Nosotros - Canción sin palabras für Streichquartett oder Klavier, 2006
- Estudio tanguero para clarinete en si b, 2006
- Estudio tanguero para oboe, 2006
- Estudio tanguero para fagot, 2006
- 5 Estudios porteños para bandoneon, 2006

## Diskografie
- La posta, 1990
- Tengo un sueño, 1991
- Travesía, 1992
- De Homenaje y Leyendas, 1993
- Postales Argentinas, 1995
- Vocal de Plata, 1995
- Latidos de esta luz, 1997
- Esfera, 2001
- Homenaje a Waldo de los Rios, 2002
- Ciudadana, 2002
- Tangos and More, 2002
- Encuentro camarístico con el Tango, 2004
- Leyenda Incásica, 2004
- Sonata Tanguera, 2008